# Birdsville Developmental Road
Die Birdsville Developmental Road ist eine unbefestigte Straße im Südosten des australischen Bundesstaates Queensland. Die Straße ist 277 km lang und verbindet die Diamantina Developmental Road westlich von Windorah mit Birdsville. Dabei führt sie nördlich der Strzelecki-Wüste und der Haddon Corner entlang.

## Verlauf
109 km westlich von Windorah zweigt die Birdsville Developmental Road von der Diamantina Developmental Road nach West-Südwesten ab und verläuft in Richtung der Haddon Corner. Ca. 40 km nördlich der Grenze zu South Australia führt sie nach Westen durch die Siedlung Betoota und am Nordufer des Salzsees Moonda Lake entlang.  Wenig später trifft sie auf den Diamantina River, dessen Südufer sie bis Birdsville begleitet.
Der höchste Punkt im Verlauf des Highways liegt auf 178 m, der niedrigste auf 35 m.